# Daniel Hartvig
Daniel Henning Hartvig (4 de agosto de 1996) es un deportista danés que compite en ciclismo en la modalidad de pista. Ganó una medalla de bronce en el Campeonato Europeo de Ciclismo en Pista de 2015, en la prueba de persecución por equipos.

## Medallero internacional
| Campeonato Europeo | Campeonato Europeo | Campeonato Europeo | Campeonato Europeo      |
| Año                | Lugar              | Medalla            | Competición             |
| ------------------ | ------------------ | ------------------ | ----------------------- |
| 2015               | Grenchen (Suiza)   | Medalla de bronce  | Persecución por equipos |